# Camarosporidiella laburni
Camarosporidiella laburni (Pers.) Wanas., Bulgakov, Camporesi & K.D. Hyde – gatunek grzybów należący do klasy Dothideomycetes.

## Systematyka
Pozycja w klasyfikacji według Index Fungorum:  Camarosporidiellaceae, Camarosporidiella, Pleosporales, Pleosporomycetidae, Dothideomycetes, Pezizomycotina, Ascomycota, Fungi.
Po raz pierwszy opisał go w 1796 r. Christiaan Hendrik Persoon, nadając mu nazwę Sphaeria laburni. Obecną nazwę nadali mu Dhanushka Wanasinghe, T.S. Bulgakov, Erio Camporesi i K.D. Hyde w 2017 r. W 2024 r. Komisja ds. Polskiego Nazewnictwa Grzybów przy Polskim Towarzystwie Mykologicznym dla rodzaju Camarosporidiella nadała polską nazwę krościak.
Synonimy:

- Camarosporium laburni (Westend.) Sacc. 1892
- Camarosporium laburnicum Sacc. 1892
- Cucurbitaria laburni (Pers.) De Not. 1862
- Ephedrosphaera laburni (Pers.) Dumort. 1822
- Gibberidea laburni (Pers.) Kuntze 1898
- Hendersonia laburni Westend. 1857
- Hypoxylon laburni (Pers.) Westend. 1839
- Sphaeria laburni Pers. 1796

## Morfologia
Anamorfa
Pyknidia o wysokości 300–350 μm, średnicy 300–400 μm, pojedyncze lub w grupach, czarne, zanurzone, jednoroczne, z ostiolami. Ściana pyknidiów wielowarstwowa, o szerokości 20–30 μm u podstawy i 40–50 μm po bokach, gruba, składająca się z 4–7 warstw, warstwa zewnętrzna silnie pigmentowana, grubościenna, zawierająca komórki o teksturze angularis i barwie od czarniawej do ciemnobrązowej, komórki ku wnętrzu jaśniejsze, warstwa wewnętrzna złożona z 2–3 warstw szklistych, cienkościennych komórek o teksturze angularis. Konidiofory zredukowane do komórek konidiotwórczych. Są one enteroblastyczne, pierścienicowe, dolipodobne, zintegrowane, pojedyncze, szkliste, o gładkich ścianach i utworzone z wewnętrznej warstwy ściany pyknidium. Konidia typu diktiokonidium, 20–30 × 8–11 μm, podłużne, proste do lekko zakrzywionych, zaokrąglone na obu końcach, z 4–5 poprzecznymi septami, z 1–2 septami podłużnymi, gładkościenne, początkowo szkliste, w miarę dojrzewania stają się czarnobrązowe
Teleomorfa
Askokarpy występujące na powierzchni lub częściowo zanurzone, w grupach i zlewające się z sobą, czasami rozproszone pod perydermą żywiciela lub na okorowanym drewnie. Mają wysokośść 400–550 μm, średnicę 500–600 μm, są czarne, całkowicie lub częściowo wznoszące się, kuliste, jednokomorowe, z ostiolami. Ostiole centralne, krótkie, lekko zapadnięte, drobne i niepozorne na powierzchni, gładkie, kanał ujścia wypełniony szklistymi komórkami. Perydium o szerokości 40–60 µm u podstawy, 90–120 µm po bokach, grube, składające się z 10–12 warstw, najbardziej zewnętrzna warstwa silnie pigmentowana, zbudowana z cienkościennych komórek, zawierających czarnobrązową amorficzną warstwę, środkowa warstwa silnie pigmentowana, grubościenna, zawierająca czarniawe do ciemnobrązowych, luźno upakowane komórki o teksturze angularis, warstwa wewnętrzna złożona z 3–4 warstw, czerwonawobrązowych do szklistych, jaśniejszych, spłaszczonych, grubościennych komórek o teksturze angularis. Hamatecjum zawiera liczne, nitkowate, rozgałęzione, septowane strzępki o szerokości 2,5–3 µm (n = 40) i nibywstawki. Worki 160–190 × 12–16 μm, 8-zarodnikowe, bitunikatowe, fissitunikatowe, cylindryczne, z krótką szypułką, i zaokrąglonym wierzchołkiem. Askospory 27–32 × 10–12 μm, zachodzące na siebie, jednorzędowe, murkowate, przeważnie elipsoidalne, z 6–7-przegrodami poprzecznymi, z 1–2 przegrodami podłużnymi, głęboko zwężone w przegrodzie środkowej, lekko zwężone przy pozostałych przegrodach, początkowo szkliste, po osiągnięciu dojrzałości stają się bladobrązowe, asymetryczne, z nieco jaśniejszymi końcami, stożkowe i wąsko zaokrąglone na końcach, nie otoczone śluzowatą osłonką.

## Występowanie i siedlisko
Znane jest występowanie w Europie, na Azorach i w Ameryce Północnej. Występuje także w Polsce.
Nadrzewny saprotrof. W Polsce podano jego występowanie na złotokapie pospolitym Laburnum anagyroides (pod nazwą Cucurbitaria laburni).